# Traité Victoria-Vélez
Le traité Victoria-Vélez est signé le 20 août 1924 entre la Colombie et le Panama. 

## Description
Le traité Victoria-Vélez délimite la frontière terrestre entre les deux pays.